# Comuna Reia, Berdîciv
Reia (în ucraineană Рейська сільська рада) este o comună în raionul Berdîciv, regiunea Jîtomîr, Ucraina, formată din satele Hvizdava și Reia (reședința).

## Demografie
Componența lingvistică a satului Reia
     Ucraineană (98,43%)
     Rusă (1,57%)
Conform recensământului din 2001, majoritatea populației satului Reia era vorbitoare de ucraineană (98,43%), existând în minoritate și vorbitori de rusă (1,57%).